# دانیله کوادرینی
دانیله کوادرینی (انگلیسی: Daniele Quadrini؛ زادهٔ ۱۲ ژوئیهٔ ۱۹۸۰) بازیکن فوتبال اهل ایتالیا است.
از باشگاه‌هایی که در آن بازی کرده‌است می‌توان به باشگاه ورزشی لاتزیو، باشگاه فوتبال آلساندریا، باشگاه فوتبال آنکونا، باشگاه فوتبال آ.اس. رم، باشگاه فوتبال پادوا، باشگاه فوتبال ساسولو، و باشگاه فوتبال اتلتیکو آرتزو اشاره کرد.